# RTÉ Two
RTÉ Two este cea de-a doua televiziune publică irlandeză operată de compania de stat Raidió Teilifís Éireann. În perioada 1988-2004 postul a fost cunoscut sub diverse nume: Network 2, RTÉ Network Two, RTÉ2 sau N2. 